# سیارک ۲۵۲
سیارک ۲۵۲ (به انگلیسی: 252 Clementina) دویست و پنجاه و دومین سیارک کشف شده‌است که در ۱۱ اکتبر ۱۸۸۵ و در نیس کشف شد.
قدر مطلق سیارک برابر ۹٫۱۰ است.